# V503 Андромеды
V503 Андромеды (лат. V503 Andromedae) — одиночная переменная звезда в созвездии Андромеды на расстоянии приблизительно 18460 световых лет (около 5660 парсеков) от Солнца. Видимая звёздная величина звезды — от +14,74m до +13,62m.

## Характеристики
V503 Андромеды — жёлто-белая пульсирующая переменная звезда типа RR Лиры (RRAB) спектрального класса F. Эффективная температура — около 6383 K.